# Peter Jagsch
Peter Jagsch (* 11. Dezember 1970 in Amstetten) ist ein österreichischer Politiker (SPÖ). Seit März 2022 ist er Bezirksvorsteher des 17. Wiener Gemeindebezirks Hernals.

## Leben
Peter Jagsch wurde in Amstetten geboren und wuchs ab seinem ersten Lebensjahr in Wien auf. Er absolvierte eine Lehre zum Anlagenmonteur und war als Gewerkschafter Jugendvertrauensrat, Funktionär in der Gewerkschaftsjugend, ÖGB-Jugendreferent und Sekretär beim Österreichischen Gewerkschaftsbund.
2000 wurde er SPÖ-Bezirkssekretär in Hernals, ab 2001 gehörte er als Bezirksrat der Bezirksvertretung in Hernals an, wo er von 2004 bis 2015 auch als Klubvorsitzender fungierte. Nach der Bezirksvertretungswahl in Wien 2015 wurde er Stellvertreter von Bezirksvorsteherin Ilse Pfeffer. Am 24. März 2022 legte Pfeffer das Amt der Bezirksvorsteherin nach 20 Jahren zurück, Jagsch wurde in der Sitzung der Bezirksvertretung zum Bezirksvorsteher gewählt und von Bürgermeister Michael Ludwig angelobt. Bezirksvorsteher-Stellvertreterin wurde Alice Seidl. Nach der Bezirksvertretungswahl 2025 wurde er im Mai 2025 mit zwei Gegenstimmen im Amt bestätigt.
Jagsch ist Vater zweier Söhne.